# Reint de Boer

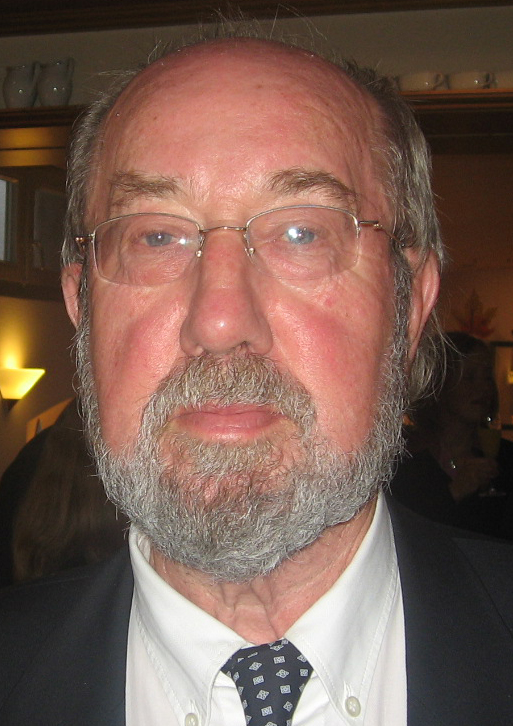
Reint de Boer (2007)

Reint de Boer (Upgant-Schott, distrito de Aurich, 19 de dezembro de 1935 – 18 de outubro de 2010) foi um engenheiro alemão.

## Vida
Reint de Boer frequentou a escola em Norden, Baixa Saxônia e estudou a partir de 1957, após dois anos como praticante, na Universidade de Hanôver (na época Technische Hochschule), onde obteve em 1962 seu Diploma, e foi depois assistente de Theodor Johannes Lehmann no Instituto de Mecânica Aplicada. Lá obteve em 1966 um doutorado (Ein Beitrag zur Theorie der elastischen Biegung von Streifen bei endlichen Formänderungen). Em 1970 habilitou-se em Hanôver (Elastisch-plastische Formänderungen dünner Membranschalen) e foi então Privatdozent e a partir de 1975 professor extraordinário de mecânica aplicada en Hanôver. Em 1968 foi pesquisador visitante na Universidade Tecnológica de Brno e em 1973 na Universidade Técnica de Viena (com Heinz Parkus). Em 1975/76 foi pesquisador visitante na Universidade da Califórnia em Berkeley (com Karl Pister e Paul Naghdi). Em 1977 foi Professor na Universidade de Essen. Em 2001 tornou-se professor emérito. Foi professor visitante na Universidade da Califórnia em Los Angeles (1990/91) e na Universidade da Califórnia em San Diego (1994/95, 1999/2000).

## Obras
- Theory of porous media- highlights in historical development and current state, Springer, 2000, ISBN 3-540-65982-X
- Trends in continuum mechanics and continuous media, Springer, 2005
- Editor: Porous media- theory and experiment, Kluwer, 1999
- The engineer and the scandal - a piece of science history, Springer, 2005, ISBN 3-540-23111-0
- Von Leonardos Weinstock zu High Tech Anwendungen, Essener Unikate, 2004, pdf; 1,11 MB
- de Boer, Bluhm Eine Theorie fürs Grobe und Feine - Die Theorie poröser Medien, Essener Unikate, pdf
- Vektor- und Tensorrechnung für Ingenieure, Springer, 1982
- Geschichte der theoretischen Bodenmechanik- einige Anmerkungen, Festschrift zum 60. Geburtstag von Helmut Nendza, Essen 1988, p. 13-24
- com Poul V. Lade: Towards a general plasticity theory for empty and saturated porous solids, Universität Essen, Forschungsberichte aus dem Fachbereich Bauwesen, Caderno 55, 1991
- com D. Meyer: Wellenfortpflanzung in elastisch-viskoplastischen Körpern, Forschungsberichte aus dem Bauwesen, Universität Essen, Caderno 23, 1983
- com Wolfgang Ehlers: Theorie der Mehrkomponentenkontinua mit Anwendung auf bodenmechanische Probleme, Universität Essen, Forschungsberichte aus dem Bauwesen, Caderno 40, 1986
- Phasenübergänge in porösen Medien, Universität Essen, Forschungsberichte aus dem Bauwesen, Caderno 98, 2003